# لوح نيبو سارسكيم

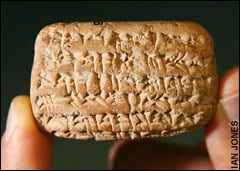

لوح نيبو سارسكيم، هو نقش مسماري مصنوع من الطين يعود إلى مسؤول في محكة ملك بابل نبوخذ نصر الثاني. قد يعود أيضًا إلى مسؤول مذكور في كتاب سفر إرميا التوراتي.
وهو موجود حاليا في مجموعة المتحف البريطاني . يعود تاريخ اللوح إلى حوالي 595 قبل الميلاد، وكان جزءًا من أرشيف معبد كبير لعبادة الشمس في سيبار.

## الوصف
اللوح عبارة عن نقش مسماري مصنوع من الطين ( 2.13 انش ؛ 5.5 سم) مع الترجمة التالية:
[ فيما يتعلق ب ] 1.5 ميناس ( 850 جرامًا / 27 اونصه تروي) من الذهب، رئيس الخصي ملك نابو شاروسو أوكين، الذي أرسل المخصي عراد بانيتو إلى معبد اسانجيلا : قام عراد بانيتو بتسليمه إلى اسانجيلا. بحضور بلوسات ابن ألبايا الحارس الشخصي للملك ونادين ابن مردوخ زيربيني. من الشهر الحادي عشر في يوم الثامن عشر بالسنة العاشرة من نبوخذ نصر ملك بابل.

## اكتشاف
اكتشف علماء الآثار اللوح في مدينة سيبار القديمة (تبعد تقريبا حوالي ميل واحد من بغداد الحديثة) في سبعينيات القرن الثامن عشر. حصل المتحف البريطاني عليها في عام 1920، لكنها بقيت في المخزن دون نشر حتى اكتشفها مايكل جورسا (أستاذ مشارك في جامعة فيينا ) علاقتها بالتاريخ الكتابي. وأشار إلى أن كلا من الاسم والعنوان ( rab ša-rēši ) للمسؤول يتطابقان بشكل وثيق مع النص العبري لإرميا 39: 3 . بالإضافة إلى ذلك، تم تأريخ اللوح قبل ثماني سنوات فقط من أحداث إرميا. وفقًا لجورسا، فإن ندرة الاسم البابلي والمرتبة العالية للرب ša-rēši والقرب من الوقت تجعل من شبه المؤكد أن الشخص المذكور على اللوح مطابق للشكل التوراتي.

## مقارنات الكتاب المقدس
وفقًا لإرميا ( 3:39 في النص الماسوري أو 3:46 في السبعينية ) ، زار شخص بنفس هذا الاسم القدس أثناء الفتح البابلي لها. تبدأ المقطوعة بالقول إن جميع المسؤولين البابليين جلسوا بشكل رسمي في البوابة الوسطى، ومن ثم قاموا بتسمية العديد منهم، وبالاضافه إلى ختامها أن جميع المسؤولين الآخرين كانوا هناك أيضًا.
على مر السنين، قسّم مترجمو الكتاب المقدس الأسماء بشكل فردي وبطرق مختلفة (كما هو موضح في الجدول أدناه) ، جاعلين من اسمين إلى ثمانية أسماء.[بحاجة لمصدر]
| العبرية :                     | נֵרְגַל שַׂרְאֶצֶר סַמְגַּר- נְבוּ שַׂר-סְכִים רַב-סָרִיס נֵרְגַל שַׂרְאֶצֶר רַב-מָג                       |
| العبرية (بالحروف اللاتينية) : | Nêrəḡal Śar’eṣer Samgar Nəḇū-Śarsəḵîm Raḇsārîs Nêrəḡal Śar’eṣer Raḇmāḡ      |
| اليونانية :                   | Μαργανασαρ και Σαμαγωθ και Ναβουσαχαρ και Ναβουσαρεις Ναγαργας Νασερραβαμαθ |
| الفولجيت :                    | NEREGEL SERESER SEMEGAR NABV SARSACHIM RABSARES NEREGEL SERESER REBMAG      |

## يوسيفوس
في الكتاب العاشر (الفصل الثامن، الفقرة الثانية ؛ أو السطر 135) من كتابه آثار اليهود ، يسجل يوسيفوس المسؤولين البابليين على النحو التالي:
| Ρεγαλσαρος Αρεμαντος Σεμεγαρος Ναβωσαρις Αχαραμψαρις |

تتبع ترجمة ويليام ويستون ترجمة KJV /ASV ، ولو كانت تعكس اثنين منهم:
نرجال شيرزرز، سامقار نيبو ، رابسايرز، سارشيم، رابماق
الترجمة الحرفية لكريستوفر تي بيق وبول سبلسبري هي:
Regalsar, Aremant, Semegar, Nabosaris, and Acarampsaris

## روابط خارجية
- التغطية الإخبارية الأولية:
  - Hillel Fendel (11 يوليو 2007). "Babylonian King's Eunuch Really Existed!". عروتس شيفع. مؤرشف من الأصل في 2020-11-28. اطلع عليه بتاريخ 2014-08-14.
  - Times Online article by Dalya Alberge
  - "British Museum Makes Important Breakthrough In Biblical Archaeology". 24 Hour Museum. 10 يوليو 2007. مؤرشف من الأصل في 2012-03-20. اطلع عليه بتاريخ 2014-08-14.
  - Telegraph article by Nigel Reynolds with alternate photo
  - Moshe Inbar (1 أغسطس 2007). [Nebo-Sarsekim Tablet - a new documentary]. هاآرتس (بالعبرية) https://web.archive.org/web/20190404225020/https://www.haaretz.co.il/literature/1.1430698. مؤرشف من الأصل في 2019-04-04. اطلع عليه بتاريخ 2014-08-14. {{استشهاد بخبر}}: |trans-title= بحاجة لـ |title= أو |script-title= (مساعدة)، |مسار أرشيف= بحاجة لعنوان (مساعدة)، والوسيط |عنوان أجنبي= و|عنوان مترجم= تكرر أكثر من مرة (مساعدة)
- ترجمات جوزيفوس:
- Antiquities book 10, section 135 via Perseus at Tufts University (English)
- Antiquities book 10, section 135 via Perseus at Tufts University (Greek)
- Antiquities via PACE at York University (enter Book 10, Section 135 manually)
- التعليقات المهنية:
- An edition of the Nebu(!)sarsekim Tablet by an Assyriologist (providing transcription, transliteration and translation of its text along with some rudimentary observations on its content and context)
- Christopher Heard (initial observations)
- Christopher Heard (continued discussion)
- John F. Hobbins (with details on Assyrian names by Charles Halton)